# Военно-политические операции Гвардии Людовой
Военно-политические операции Гвардии Людовой - один из видов боевых операций Гвардии Людовой.

## История
Осенью 1942 года в связи с ужесточением оккупационного режима в «генерал-губернаторстве» руководство ППР приняло решение о активизации вооружённой борьбы и проведении ответных военно-политических операций против немецких оккупантов и их пособников.
Военно-политические операции имели следующие цели:
- военные[1]

- уничтожение и выведение из строя оккупантов и их пособников, сопровождавшееся материальным ущербом и временной дезорганизацией деятельности оккупационных учреждений
- личный состав боевых групп GL получал практический опыт планирования и осуществления боевых операций;
- операции предоставляли подпольным ячейкам GL возможность усилиться за счёт захваченного у противника трофейного оружия и снаряжения

- политические[1]

- операции имели целью повысить известность Гвардии Людовой, а также воодушевить население страны и показать, что развитие активной вооружённой борьбы в условиях оккупации возможно и целесообразно не только в сельской местности, но и в крупных городах

## Перечень военно-политических операций Гвардии Людовой
- 24 октября 1942 (Варшава)[2] - решение о проведении операции было принято после того, как 16 октября 1942 на пяти виселицах в разных районах Варшавы немцами были публично повешены 50 заключённых тюрьмы Павяк (польских патриотов, 37 из которых были членами ППР)[3]. Проведение операции было возложено на специальную группу Главного штаба GL[4].

- группа из трёх человек, которой командовал Роман Богуцкий, атаковала «Café Club» для немецких офицеров на пересечении Иерусалимских аллей и улицы Новый свят. Здесь были убиты 4 и ранены 10 гитлеровцев
- группа, которой командовал Ян Стшешевский («Виктор»), атаковала ресторан «Митропа» в здании Главного вокзала, здесь были убиты 6 и ранены 14 гитлеровцев
- группа, которой командовал Мечислав Фершт («Млот»), атаковала редакцию газеты «Nowy Kurier Warszawski», которая издавалась оккупационными властями, в результате взрыва были повреждены ротационные машины

- 22 ноября 1942 года (Радом) - в кинотеатр «Apollo» брошены гранаты, убито 7[8] и ранено ещё 19 гитлеровцев[9]
- 30 ноября 1942 (Варшава) - налёт на столичное отделение Сберегательного банка (Komunalną Kasę Oszczędności) на пересечении улиц Чацкого и Траугутта, в котором участвовали 19 бойцов GL. Общее руководство операцией осуществлял Францишек Юзвяк, операция заняла 20 минут. Похищены денежные средства (1 052 433 злотых), собранные оккупационными властями с жителей Варшавы в качестве контрибуции[10]
- 22 декабря 1942 (Краков) - «рождественская акция» в Кракове. План операции предусматривал одновременную атаку трёх объектов, в которых проходили праздничные мероприятия для немцев (кафе «Cyganeria», ресторана «Бизанк» и кинотеатра «Скала»). На практике, выполнить задание удалось двум группам - гранаты были брошены в кафе «Циганерия» (здесь действовала еврейская боевая группа «Искра», которой командовал Идек Либера) и в ресторан «Бизанк». В это же время в центре города подпольщики положили букеты красных роз на постаменты разрушенных немцами памятников Адаму Мицкевичу на Главном рынке, Владиславу Ягелло на площади им. Матейки и Тадеушу Костюшко на Вавеле (на лентах, перевязывающих букеты было написано "То, чему ты присягал, выполним мы"), а на улице Батория повесили национальный бело-красный флаг[11]
- 17 января 1943 (Варшава) - в ответ на начатые немцами массовые облавы боевые группы GL атаковали немецкие кинотеатры «Аполло», «Гельголанд» и «Kammerlichtspieltheater», а также второй раз атаковали Главный вокзал[12]. Хотя поставленные задачи были выполнены не полностью (в кинотеатре "Гельголанд" заряд не сработал)[8], в результате операции немцы были вынуждены прекратить облавы[13]
- 28 февраля 1943 (Варшава) - налёт на здание печатного двора (Państwową Wytwórnię Papierów Wartościowych), в котором участвовали бойцы специальной группы главного командования GL (Ян Стшешевский, Францишек Бартошек и Эдвард Бониславский). В результате операции были убиты 2 охранника и захвачено их оружие
- В апреле 1943 года боевая группа атаковала гранатами «Deutsches Haus» в то время, когда в нём проходило собрание функционеров оккупационной администрации[8]
- 11 июля 1943 (Варшава) - специальная группа GL - ZWM, которой командовал Мирослав Краевский ("Петрек")[14] забросала гранатами столичное кафе-клуб «Café Club» для немецких офицеров[13], а также обстреляла трамвай «О» с немецкими военнослужащими на площади у Железных ворот[8]
- 15 июля 1943 - в центре Варшавы, на Уяздовских аллеях боевая группа забросала ручными гранатами колонну штурмовиков СА[13], убито и ранено 30 гитлеровцев
- 23 октября 1943 (Варшава) - атака на столичный ресторан-кабаре «Бар Подляский» («Bar Podlaski»), расположенный по адресу ул. Новогродская, 15 (на углу улицы Кручей и ул. Новогродской) и предназначенный «только для членов СС и сотрудников полиции». План атаки утвердил майор Болеслав Ковальский. В 19 часов вечера, в помещение была брошена бомба, после чего боевая группа открыла огонь по наружной охране заведения. В результате операции взрывом были убиты 16 и ранены 32 полицейских и эсэсовцев, а в начавшейся перестрелке с наружной охраной были застрелены один эсэсовец, один полицейский и один агент гестапо[15]